# Ойонго, Амбруаз
Амбруаз Ойонго Битоло (фр. Ambroise Oyongo Bitolo; 22 июня 1991, Ндикинимеки, Камерун) — камерунский футболист, защитник клуба «Пари 13 Атлетико». Выступал за сборную Камеруна. 

## Клубная карьера

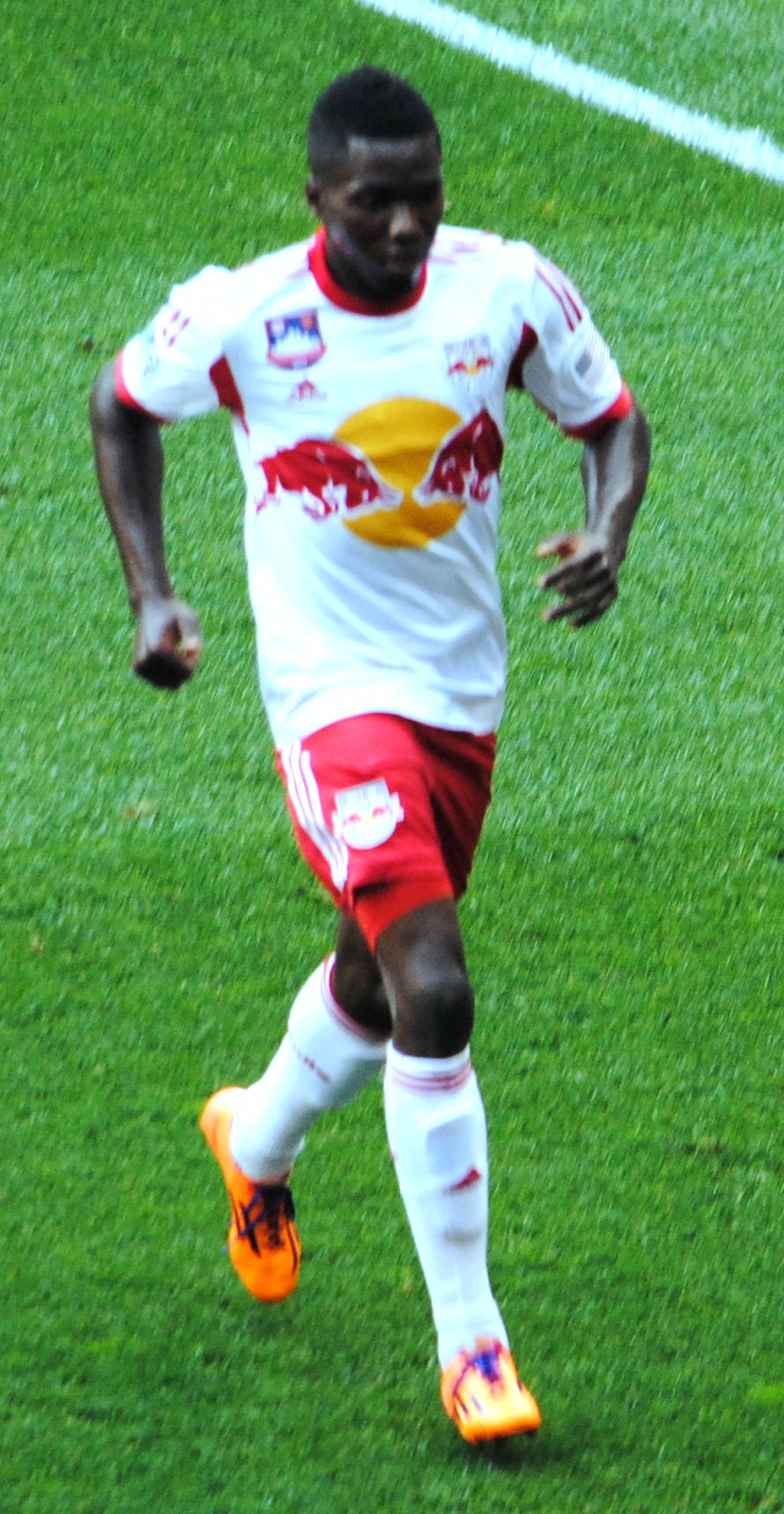
Ойонго в составе «Нью-Йорк Ред Буллз»

Ойонго начал карьеру в клубе «Котон Спорт». В составе команды он трижды стал чемпионом Камеруна, завоевал национальный кубок и помог ей выйти в полуфинал Кубка африканских чемпионов. Летом 2013 года французский «Лилль» интересовался защитником, но переход не состоялся.
Летом 2014 года Амбруаз перешёл в американский «Нью-Йорк Ред Буллз». 28 июня в матче против канадского «Торонто» он дебютировал в MLS. В первом же сезоне Ойонго завоевал место основного защитника «красных быков».
В 2015 году Амбруаз перешёл в канадский «Монреаль Импакт». 24 мая в матче против «Далласа» он дебютировал за новую команду. 25 июня в поединке против «Торонто» Ойонго забил свой первый гол за «Монреаль».
В начале 2018 года Амбруаз перешёл во французский «Монпелье». 6 мая в матче против «Нанта» он дебютировал в Лиге 1.
22 февраля 2021 года был отдан в аренду до конца сезона в российский клуб «Краснодар». 28 февраля игрок повредил крестообразные связки в дебютном в РПЛ матче с «Уралом»(2:2), проведя на поле всего 12 минут. Обследование подтвердило, что игрок пропустит из-за травмы около полугода. 4 марта агент игрока объявил о том, что аренда с игроком прерывается и он возвращается в «Монпелье».

## Международная карьера
В 2011 году в составе молодёжной сборной Камеруна Ойонго принял участие в молодёжной чемпионате мира в Колумбии. На турнире он сыграл в матчах против команд Португалии, Уругвая, Мексики и Новой Зеландии.
В 2013 году Амбруаз дебютировал за сборную Камеруна. В начале 2015 года он попал в заявку на Кубок Африки в Экваториальной Гвинее. В первом матче группового этапа против сборной Мали он забил свой первый гол за национальную команду.
В 2017 году в составе сборной Амбрауз стал победителем Кубка Африки в Габоне. На турнире он сыграл в матчах против команд Сенегала, Ганы, Египта, Буркина-Фасо, Гвинеи-Бисау и Габона.
В 2019 году в составе сборной Ойонго принял участие Кубке Африки в Египте. На турнире он сыграл в матчах против команд Гвинеи-Бисау, Ганы, Бенина и Нигерии.
В 2022 году Ойонго в четвертый раз принял участие в Кубке Африки 2021 в Камеруне. На турнире он сыграл в матчах против команд Эфиопии и Буркина-Фасо.

### Голы за сборную Камеруна
| #  | Дата           | Место                                                 | Противник | Счёт | Итог | Соревнование      |
| -- | -------------- | ----------------------------------------------------- | --------- | ---- | ---- | ----------------- |
| 1. | 20 января 2015 | Новый стадион в Малабо, Малабо, Экваториальная Гвинея | Мали      | 1:1  | 1:1  | КАН 2015          |
| 2. | 5 января 2017  | Ахмаду Аниджо, Яунде, Камерун                         | ДР Конго  | 1:0  | 2:0  | Товарищеский матч |

## Достижения
Клубные
 «Котон Спорт»
- Чемпионат Камеруна по футболу — 2010
- Чемпионат Камеруна по футболу — 2011
- Чемпионат Камеруна по футболу — 2013
- Обладатель Кубка Камеруна — 2011

Международные
 Камерун
- Кубок африканских наций — 2017
- Кубок африканских наций — 2021